# 岡山手延素麺
岡山手延素麺株式会社（おかやまてのべそうめん）は、岡山県浅口郡里庄町に本社を置く製麺業者である。「元祖かも川」「かも川特選へんこつ」のブランドを持ち、2020年（令和2年）現在、対外的には「遙竹庵（ようちくあん）」と言うブランドも使用している。
「かも川」商標を共同使用しているかも川手延素麺株式会社、その他にも同市内の「鴨川水車」やかつて存在した「株式会社かも川」（当社と社名を巡る訴訟の後「桃太郎かもがた」に改称後廃業）と資本関係はない。

## 沿革
- 1963年（昭和38年）1月 - 創業。

## 商品
- 手延べそうめん
  - 手延べそうめんだけのコマーシャルはかも川手延素麺株式会社と合同で、最後に両社の包装済みそうめんが映る。
- 手延べひやむぎ
- うどん